# Halogenia callisto
Halogenia callisto är en ringmaskart som beskrevs av Buzhinskaya 1982. Halogenia callisto ingår i släktet Halogenia och familjen Aphroditidae. Inga underarter finns listade i Catalogue of Life.